# Elsa Merlini
Elsa Merlini, nome d'arte di Elsa Tscheliesnig (Trieste, 26 luglio 1903 – Roma, 22 febbraio 1983), è stata un'attrice italiana.

## Biografia

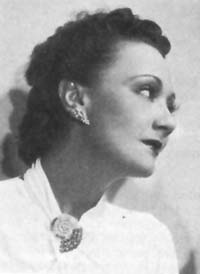
Elsa Merlini

Proveniente da una famiglia di musicisti sloveni, nacque nella Trieste ancora sotto l'Impero austro-ungarico. All'età di soli due anni perse suo padre e, allo scoppio della Grande guerra, la famiglia si trasferì a Firenze. Alla scuola di recitazione di Luigi Rasi dovette studiare a lungo dizione per poter portare alla norma del toscano la sua pronuncia, derivata dal dialetto triestino; mutò il suo cognome anagrafico (tedesco e di difficile pronuncia: Tscheliesnig) in Merlini. Rientrata a Trieste alla fine del conflitto, insistette in famiglia per partecipare a un'audizione dal celebre Annibale Ninchi. Nel 1920 debuttò così sul palcoscenico teatrale recitando ne Il Glauco di Ercole Luigi Moreschi, diretta dallo stesso Ninchi.
A 23 anni venne promossa a prima attrice, a 25 capocomica al fianco di Armando Falconi. Successivamente entrò nella compagnia Niccodemi sostituendo Vera Vergani e negli anni successivi si affermò come attrice dal repertorio brillante e comico lavorando al fianco di Sergio Tofano e Luigi Cimara con cui costituì nel 1929 la ditta Merlini-Tofano-Cimara che sarà attiva sino al 1933.

Renato Cialente ed Elsa Merlini, insieme sulla scena e nella vita. Foto del 1931

Il suo debutto cinematografico risale al 1931, già da attrice affermata. Diretta da Goffredo Alessandrini, recitò nel ruolo della protagonista ne La segretaria privata, film realizzato con grande tempestività come edizione italiana di un film tedesco di successo, Die Privatsekretärin diretto da Wilhelm Thiele. Questo film ebbe rifacimenti anche in inglese e in francese, ma la versione italiana fu giudicata la più riuscita, riscuotendo un grande successo commerciale, e segnò positivamente l'esordio sia della Merlini che di Alessandrini.
Nel 1934 Elsa Merlini costituì con Renato Cialente – che fu anche suo compagno nella vita – una nuova compagnia (la Merlini-Cialente) con la quale poté cimentarsi nel teatro drammatico, grazie ai lavori più impegnati di Pirandello (Vestire gli ignudi), Rosso di San Secondo (Una cosa di carne) e Čechov, oltre a quello moderno con una memorabile edizione di Piccola città di Thornton Wilder. 
Ribelle e polemica, fu segnalata all'OVRA perché in qualità di capocomica, trovandosi di scena a Forlì, proibì agli attori della sua compagnia di recarsi in visita a Predappio. Singolare la rivalità con Paola Borboni: quando nel 1934 entrambe volevano portare in scena il Tovaritch di Jacques Deval presentata l'anno prima a Parigi, dovette intervenire il Ministero della cultura popolare per imporre alle attrici di dividersi salomonicamente i teatri d'Italia: il Nord fu assegnato alla Borboni, il Sud alla Merlini. Nel dopoguerra fu protagonista di alcuni litigi finiti in tribunale a seguito di querele sporte da impresari da lei maltrattati o mal pagati.
In questo periodo iniziò anche la sua attività di cantante, incidendo molti 78 giri e duettando anche con Vittorio De Sica (ad esempio in Non ti conosco più, canzone tratta dal film omonimo).
Al termine del secondo conflitto, superato il trauma della tragica morte di Cialente, torna attivamente al teatro recitando a fianco di Cesco Baseggio, Renzo Ricci ed Eva Magni, Alberto Lupo (in un'indimenticabile edizione de Il mago della pioggia del 1957), Paolo Carlini, Sandro Ruffini, Armando Migliari e Ivo Garrani.

### Il cinema

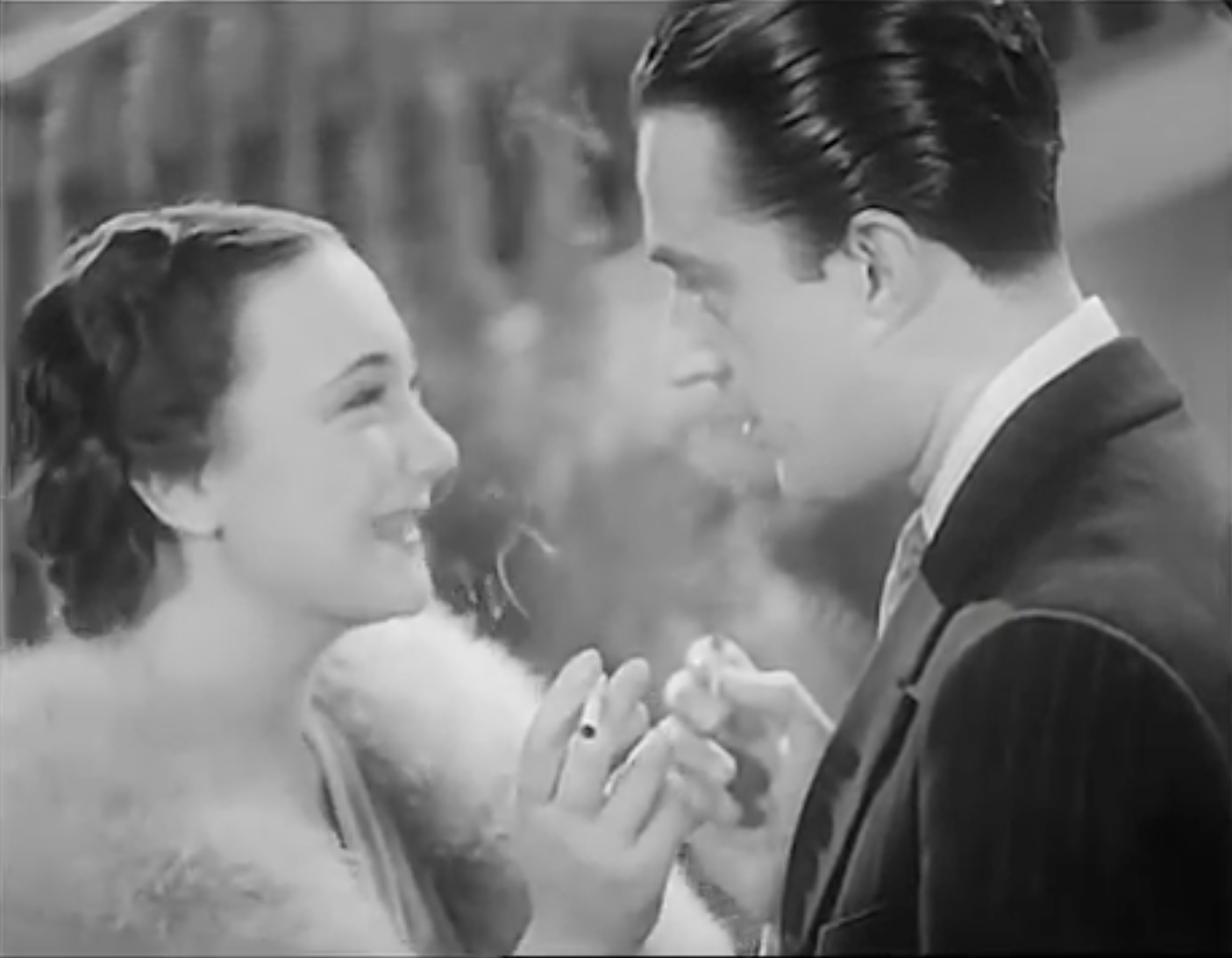
Elsa Merlini con Vittorio de Sica nel film Non ti conosco più (1936)

Al cinema, dopo La segretaria privata fu protagonista di molti film del filone del cinema dei telefoni bianchi. Per alcuni di questi film fu chiamata anche a Berlino per girare pellicole in versione doppia, destinate al mercato tedesco e italiano. In una di queste (Lisetta del 1934, in cui il partner è proprio Renato Cialente), grazie alla sua origine mitteleuropea, recita senza difficoltà anche nella versione tedesca. Lo scrittore Giuseppe Marotta, allora direttore del popolare settimanale Cinema Illustrazione, scrisse: «La signorina Elsa Merlini è la prima attrice che sa sorridere».
Dopo le commedie sofisticate, la Merlini volle tentare il registro drammatico con Melodramma (1934) e Ginevra degli Almieri (1935), quest'ultima a fianco di un giovane Amedeo Nazzari che debuttò proprio grazie a lei. Il pubblico e la critica, poco convinti da questi due lavori, preferivano la Merlini "sorridente", che pertanto dovette tornare alla commedia, con titoli come 
Non ti conosco più,  30 secondi d'amore e L'albero di Adamo (tutti del 1936).
Attrice versatile e prolifica, lavorò nel teatro di rivista con Vittorio De Sica (Ma cos'è questo amore) e con Enrico Viarisio (Gran baldoria), passando poi al repertorio goldoniano (I rusteghi, L'impresario delle Smirne) fino a tornare, soprattutto negli anni cinquanta alla verve comica che l'aveva accompagnata negli anni del debutto.
Frequenti le partecipazioni alla prosa radiofonica EIAR e Rai.
Sul finire degli anni cinquanta approdò in televisione, in sceneggiati come Orgoglio e pregiudizio (1957), Le anime morte (1963), Il mulino del Po (1963), Il giornalino di Gian Burrasca (1964), I promessi sposi (1967). Nel 1968 lavorò in radio nella rubrica La maga Merlini.
Tra le sue ultime interpretazioni va ricordata Mela di Dacia Maraini, tre anni prima della morte.
Morì ottantenne a Roma nel 1983, lasciando in eredità ai suoi tre cani 18 milioni di lire.

## Filmografia

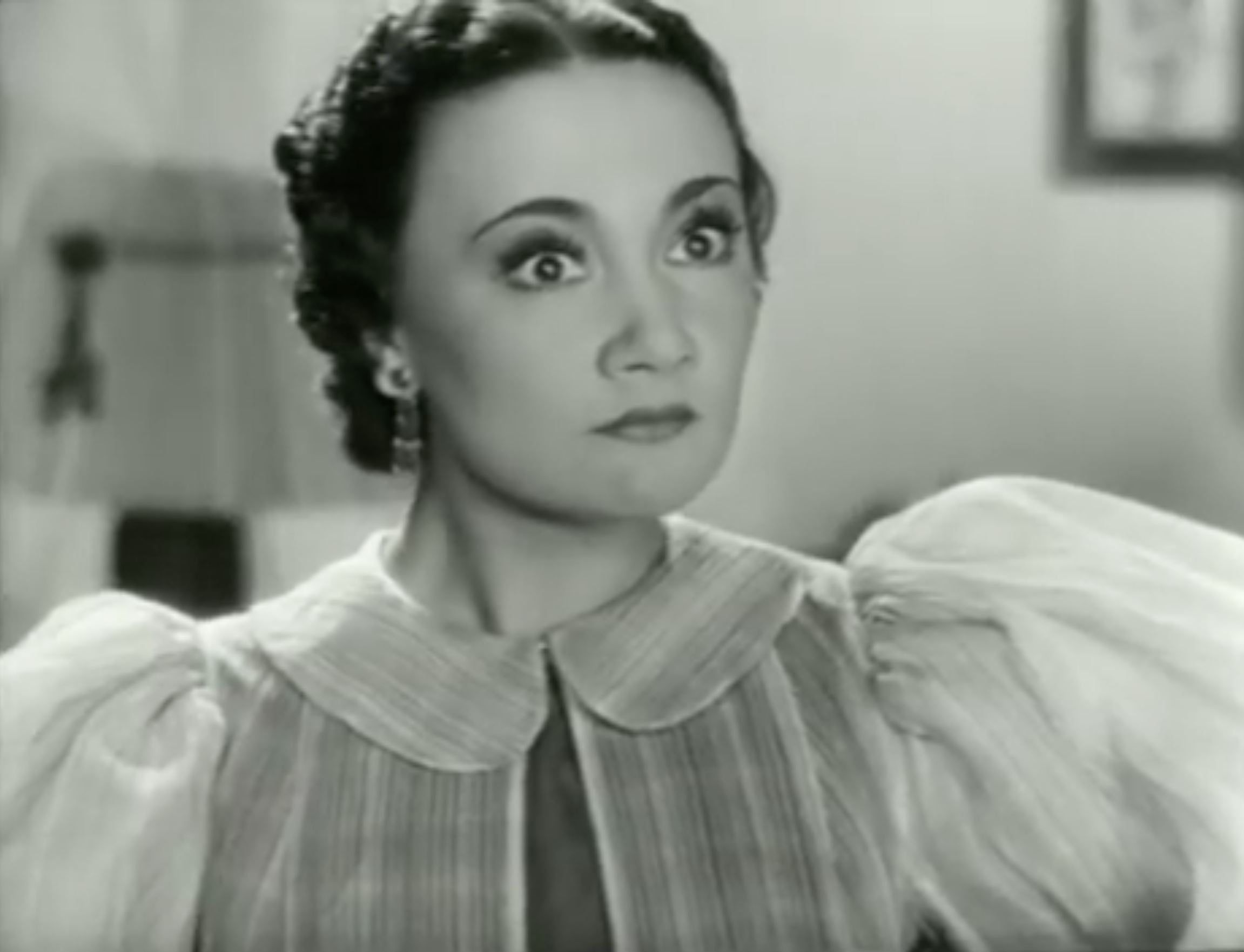
Elsa Merlini nel film 30 secondi d'amore (1936)

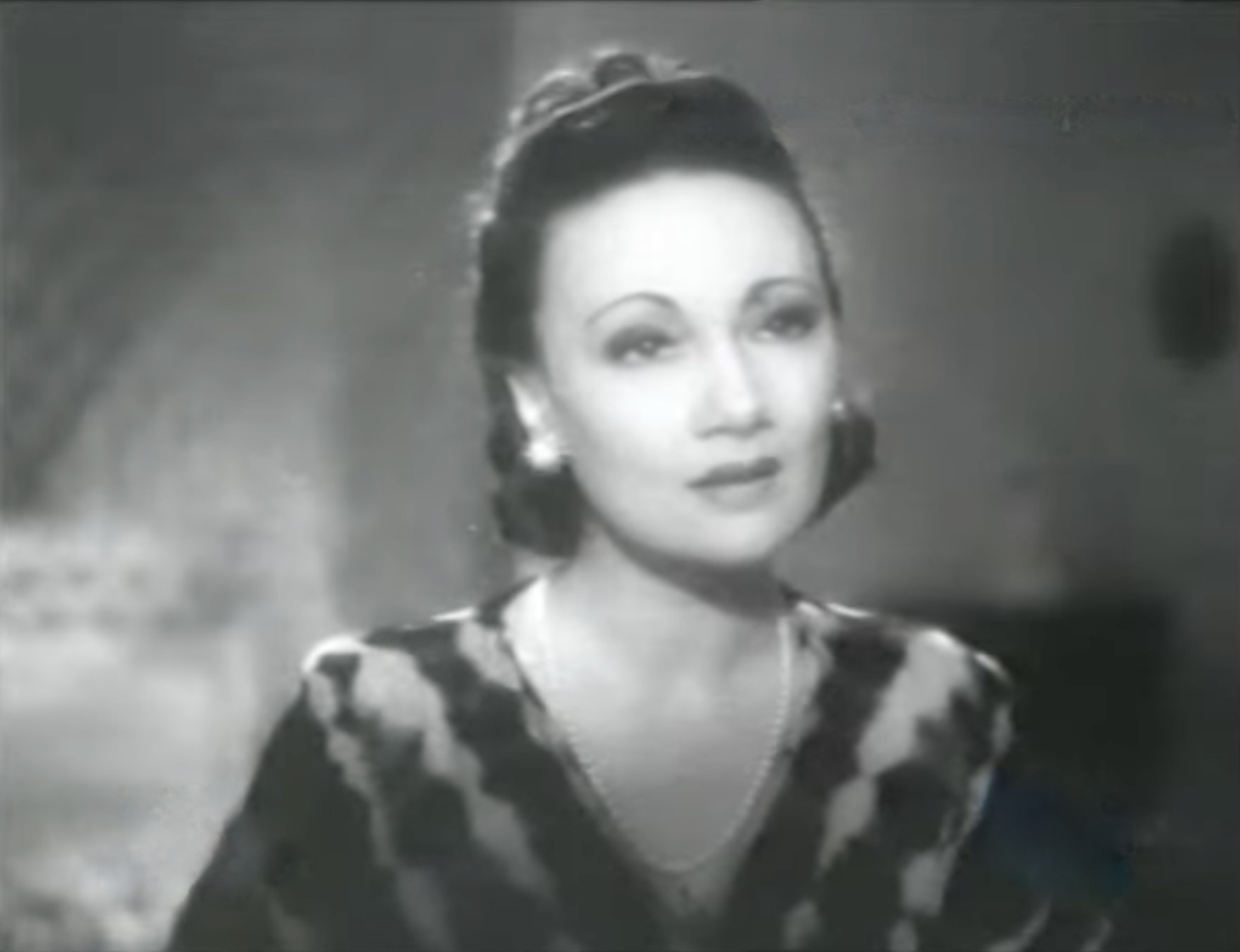
Elsa Merlini nel film Ai vostri ordini, signora... (1939)

- La segretaria privata, regia di Goffredo Alessandrini (1931)
- Cercasi modella, regia di Emmerich Wojtek Emo (1932)
- Una notte con te, regia di Emmerich Wojtek Emo e Ferruccio Biancini (1932)
- La regina di Navarra, regia di Carmine Gallone (1932)
- Paprika, regia di Carl Boese (1933)
- Melodramma, regia di Giorgio Simonelli (1934)
- Lisetta, regia di Carl Boese (1934)
- Ginevra degli Almieri, regia di Guido Brignone (1935)
- Non ti conosco più , regia di Nunzio Malasomma (1936)
- 30 secondi d'amore, regia di Mario Bonnard (1936)
- L'albero di Adamo, regia di Mario Bonnard (1936)
- Amicizia, regia di Oreste Biancoli (1938)
- La dama bianca, regia di Mario Mattoli (1938)
- Ai vostri ordini, signora..., regia di Mario Mattoli (1939)
- L'ultimo ballo, regia di Camillo Mastrocinque (1941)
- Gioco pericoloso, regia di Nunzio Malasomma (1942)
- La regina di Navarra, regia di Carmine Gallone (1942)
- Cameriera bella presenza offresi..., regia di Giorgio Pàstina (1951)
- Gli ultimi cinque minuti, regia di Giuseppe Amato (1955)
- I pappagalli, regia di Bruno Paolinelli (1955)
- Gambe d'oro, regia di Turi Vasile (1958)
- Le cinque stagioni, regia di Gianni Amico (1976)
- Boubouroche, regia di Antonio Calenda (1977)

### Doppiatrici
- Wanda Tettoni in Gambe d'oro

## Teatro
- Triangoli di Dino Falconi e Oreste Biancoli, regia Dario Niccodemi, prima al Teatro Manzoni di Milano, 18 gennaio 1930.
- La veggente di André Roussin, regia di Carlo Di Stefano, Teatro del Convegno di Milano, 28 dicembre 1965.
- Del vento fra i rami del sassofrasso di René de Obaldia, regia di Sandro Bolchi, Teatro comunale di Modena, 1º dicembre 1966.

## Prosa televisiva Rai
- L'ultimo ballo, commedia di Ferenc Herczeg, regia di Giancarlo Galassi Beria, trasmessa il 21 settembre 1956.
- Orgoglio e pregiudizio, regia di Daniele D'Anza, trasmessa nel 1957.
- L'avaro, regia di Vittorio Cottafavi, trasmessa il 22 novembre 1957.
- Alla prova di Federico Lonsdale, regia di Mario Landi, trasmessa il 26 aprile 1957.
- Giorgio Washington ha dormito qui, regia di Sandro Bolchi, trasmessa il 30 ottobre 1959.
- Non si dorme a Kirkwall, commedia di Alberto Perrini, regia di Sandro Bolchi, trasmessa il 15 luglio 1960.
- Ricordati di Cesare, commedia di Gordon Daviot, regia di Alessandro Brissoni, trasmessa il 9 settembre 1962.
- Il mulino del Po, regia di Sandro Bolchi, 5 puntate trasmesse dal 13 gennaio 1963.
- Il giornalino di Gian Burrasca, regia di Lina Wertmüller, 8 puntate trasmesse dal 19 dicembre 1964.
- Al calar del sipario, regia di Marcello Sartarelli, trasmessa il 26 novembre 1965.
- I promessi sposi, regia di Sandro Bolchi, 8 puntate trasmesse dal 1º gennaio 1967.
- Il segretario particolare di Thomas Stearns Eliot, regia di José Quaglio, sul Secondo Programma Rai trasmesso il 16 giugno 1968.
- Processo di famiglia di Diego Fabbri, regia di José Quaglio, trasmessa il 29 giugno 1968.
- Una serata fuori, dall'omonima commedia di Harold Pinter, regia di Edmo Fenoglio, trasmessa il 6 maggio 1969.
- Un caso clinico di Dino Buzzati, regia di Massimo Franciosa, trasmessa il 4 febbraio 1972.
- Appuntamento a Senlis, di Jean Anouilh, regia di Fulvio Tolusso trasmesso nel 1972.
- Le cinque stagioni, sceneggiato TV, regia di Gianni Amico, 4 puntate trasmesse nel 1976.

## Prosa radiofonica Rai
- I rusteghi, commedia di Carlo Goldoni, trasmessa il 3 gennaio 1947.
- La maestrina di Dario Niccodemi, regia di Guglielmo Morandi, trasmessa il 12 agosto 1956.
- Il mago della pioggia di Richard Nash, regia di Guglielmo Morandi (1958)
- Il ladro, commedia di Henry Bernstein, regia di Umberto Benedetto, trasmessa il 30 giugno 1959.
- Il mare di Edward Bond, regia di Antonio Calenda, trasmessa il 23 giugno 1975.

## Discografia parziale

### Singoli
- 1934: Manuela/Il cuore sogna (Columbia, CQ 1219; con Nino Besozzi)
- 1934: Cercasi modella/Una notte con te (Columbia, CQ 1220; con Nino Besozzi)
- 1934: Paprika/Walzer della felicità (Columbia, CQ 1342)
- 1934: Mi sento un non so che/Czardas (Columbia, CQ 1347)